# Atentado terrorista en Baiji de 2007
El atentado terrorista en Baiji aconteció el 25 de diciembre de 2007, consistiendo en la explosión de un coche bomba frente a una zona residencial de Baiji, Irak, donde perecieron 22 personas en el acto y otras 30 resultaron heridas.